# Зайцев, Дмитрий Иванович
Дми́трий Ива́нович За́йцев (1880, с. Молодовое, Орловская губерния — ?) — крестьянин Карачевского уезда Орловской губернии, депутат Государственной думы I созыва от Орловской губернии, беспартийный.

## Биография
Крестьянин. Русский. Православного вероисповедания. Окончил церковно-приходское училище. Много занимался, по его собственным словам, самообразованием, читал книги духовно-нравственного содержания. Работал маляром, занимался отхожим промыслом, содержал семью, насчитывавшую одиннадцать человек. Имел полтора земельных надела.
28 апреля 1906 года Зайцев был избран в депутаты Государственной думы от общего состава выборщиков губернского избирательного собрания. Оставался беспартийным, не успев примкнуть ни к одной из фракций и как-либо обозначить характер своих политических взглядов. В начале сессии серьёзно заболел нервным расстройством и уехал на родину.
В период выборов в Государственную думу II созыва односельчане выдвинули кандидатуру Зайцева в выборщики, однако тот не прошёл по жребию. Дальнейшая его судьба и дата смерти неизвестны.